# Yuyun Ismawati
Yuyun Ismawati là kỹ sư và nhà bảo vệ môi trường người Indonesia. Bà đã làm việc thiết kế các hệ thống cung cấp nước cho thành thị và nông thôn và sau đó là việc thiết kế các hệ thống quản lý an toàn rác thải. Bà đã được trao Giải Môi trường Goldman năm 2009.